# فونغاب
فون غاب (بالإنجليزية: PhobeGap)‏ هو إطار عمل لتطوير التطبيقات لعدة منصات هواتف: أندرويد، آيفون...
ابتكرها شركة نيتوبي، التي اشترتها شركة أدوبي سيستمز سنة 2011 .

## أنظر أيضًا
- أباتشي كوردوفا